# Travail précaire
Un « emploi précaire » ou un « travail précaire » désigne un emploi qui présente trop peu de garanties d’obtenir ou conserver dans un avenir proche un revenu « acceptable ».
Pour un actif, les situations de travail précaire peuvent avoir des origines diverses, notamment :
- des emplois à durée déterminée dans des branches d'activité ou des professions où le taux de chômage est élevé ;
- des emplois à durée déterminée dans la fonction publique ;
- des contrats courts donnant peu ou pas de droits à indemnisation à l'assurance chômage ;
- un travail insuffisamment rémunéré pour vivre dans des conditions de vie acceptables ;
- des emplois avec des clauses de mobilité géographique importantes ;
- des emplois dans une société en difficultés financières au sein d’un secteur en mutation technologique, où la probabilité d’un licenciement « pour raisons économiques » est élevée ;
- un État incapable de protéger un employé d'un non-respect de son contrat de travail ou du travail dissimulé.

Le travail précaire peut entraîner des conséquences au-delà de l'emploi tenu. Par exemple, une banque refusera plus facilement un prêt à un travailleur précaire, qui rencontrera des difficultés à fournir des garanties. L'accès à la formation continue des travailleurs précaires est plus difficile et ne permet pas de penser à une évolution positive de carrière par promotion.

## En France

### Description
En France, le contrat de travail le plus répandu est le contrat à durée indéterminée (CDI) ; le recours aux autres types de contrat doit faire l'objet de justifications expliquant leur nécessité.
De faible durée, le contrat à durée déterminée (CDD) ou l'intérim, n'offrent pas la même sécurité de l'emploi qu'un CDI.
Il est important de faire la différence entre la continuité de l'emploi et la garantie qu'une situation ne se détériore pas. En France, le terme de « contrat précaire » est utilisé par les syndicats de salariés qui entendent faire un parallèle entre les contrats non garantis dans la durée par l'employeur et la précarité. L'analogie sous-entend une difficulté notable de retrouver un autre emploi et une assurance chômage ne couvrant pas suffisamment ce risque.

### Définition et mesure
Pris dans leur ensemble, les contrats à durée déterminée, l'intérim, les stages et contrats aidés (SCA) représentent en mars 2000 plus d'un emploi salarié sur dix. Cependant, leurs ampleurs croissantes concernent de plus en plus de personnes (CDD : + 60 % entre 1990 et 2000, Intérim : + 130 %, stages et contrats aidés : + 65 %).
En 2003, pour les personnes entrés depuis peu de temps sur le marché de l'emploi, c'est-à-dire essentiellement les jeunes, la part des emplois précaires est environ 18 % pour les hommes, et 12 % pour les femmes.
En 2005, l'ensemble des emplois précaires représentait 23 % des emplois totaux et 21 % de la population active.
En 2019, les agents contractuels de la fonction publique représentent plus d'un agent public sur cinq dont près de la moitié ont des contrats à durée déterminée. Dans certains cas l'« embauche de personnels contractuels permet de s'affranchir de conditions d'exercice et de rémunération inadaptées à la réalité du marché de l'emploi sur des segments particulier. (...) À la différence des agents titulaires, les agents contractuels ne bénéficient juridiquement d'aucun système de carrière ou de promotion », et ces emplois sont en développement et limitent le nombre de fonctionnaires qui sont recrutés sur concours.
Selon l'Insee, « la précarité ne répond pas à une définition univoque et son appréciation soulève des difficultés théoriques et méthodologiques ». « Deux dimensions de la précarité peuvent être distinguées [..] d'une part la précarité de l'emploi est caractérisée par la relation contractuelle et sa plus ou moins grande stabilité ; d'autre part la précarité du travail qui renvoie à la manière dont l'individu se représente son rapport à l'emploi (conditions de travail, possibilité de promotion, appréciation de l'environnement de travail, etc.) et la sécurité de l'emploi. »
Si les employés en CDI peuvent être licenciés, ils toucheront des indemnités de licenciement et des allocations chômage (si leur durée de cotisation a été supérieure à la durée minimale). En revanche, pour un « travailleur précaire » en CDD, la crainte d'un licenciement avant la fin du contrat est faible (les indemnités de licenciement sont alors très élevées), et le travailleur bénéficie d'une « prime de précarité »(sauf dans la fonction publique pour les  contrats à durée déterminée (CDD) signés avant janvier 2021), cependant la crainte principale de ne pas retrouver immédiatement un autre emploi peut être difficile à vivre.
Les travailleurs précaires ont davantage de difficultés à obtenir des emprunts auprès des établissements de crédit[réf. souhaitée]. Ils ont également plus de mal à accéder à des formations.

### Autres facteurs
D'autres facteurs remettent en cause la continuité de l'emploi, y compris dans le cadre de contrats à durée indéterminée, et peuvent entraîner un sentiment de précarité :
- la mauvaise santé économique de son entreprise,
- le risque de décisions de l'employeur pouvant entraîner des fermetures de site, déplacement d'atelier…
- les situations peu protégées comme celles des travailleurs indépendants ou des responsables de petites entreprises dont le revenu est directement lié aux aléas de la demande de leurs clients,
- les changements d'objectifs de l'employeur sans remise en cause de la continuité de l'emploi, c'est alors la nature de l'emploi qui est précaire (cas des fonctionnaires soumis aux aléas politiques),
- l'instabilité des lieux d'affectation (personnels non titulaires de postes).

À l'instar du salaire, la précarisation de l'emploi peut constituer une variable d'ajustement de l'économie. À ce titre, les travailleurs peu qualifiés peuvent être les plus touchés par la précarité.
À une plus petite échelle, les employeurs ont recours aux contrats précaires pour :
- accompagner les fluctuations économiques, en reportant les aléas de la demande sur les salariés, tout en évitant les fortes contraintes liées au licenciement de salariés sous contrat à durée indéterminée[10] ;
- éviter d'atteindre un effectif de salariés en contrat à durée indéterminée, situation qui peut amener une augmentation des exigences réglementaires applicables, ou dépasser des quotas d'emploi statutaires [réf. nécessaire] ;
- diverses autres raisons comme la substitution des périodes de congés par des périodes de chômage (cas de certaines compagnies aériennes qui utilisaient des hôtesses en CDD renouvelés quelques semaines après leur interruption ou qui emploient des étudiants comme personnels complémentaires de bord[11],[12]).

## Allemagne
En 2005 le gouvernement de Gerhard Schröder a introduit des réformes sociales connues comme « Hartz IV ». Ces réformes s'accompagnent de la création d'un nouveau type de contrat qu'on appelle officiellement « Minijob ». En 2013 il y avait 7 millions de travailleurs, ou presque 20 % de la population active ayant un contrat « Minijob ». Ces contrats se caractérisent par un manque d'assurance maladie ainsi que certains allocations sociales.

## Royaume-Uni
Selon l'institut national de statistique (ONS) 1,4 million de Britanniques sont employés sous un « contrat à zéro heure » et 1,3 million avec des contrats de travail ne garantissant aucune quantité d'heures hebdomadaire de travail. Les données publiées par l'ONS en avril 2014 indiquent que le travail précaire en Grande-Bretagne était considérablement sous-estimé dans les statistiques publiques.
Au Royaume-Uni, cinq millions de personnes travaillent comme autoentrepreneurs, en particulier par l’intermédiaire de plates-formes dans cette Gig economy(«économie des petits boulots»). Les chantiers sont presque entièrement composés d’autoentrepreneurs. Maçons, peintres, électriciens, travailleurs manuels, de même les releveurs des compteurs de gaz ou d’électricité, distributeurs des produits en colis vendus sur Internet, les chauffeurs de taxi, les consultants, les journalistes pigistes sont sous ce statut.

## Canada
Au Canada en 2001, environ 11 % des employés ont un tr « non conventionnel ou temporaire ».

## Portugal
Au Portugal, le travail précaire concerne plus de deux millions de travailleurs ; un sur six de ces travailleurs précaires (326 000) cumule plusieurs emplois. Chez les moins de 25 ans, 53,3 % des travailleurs sont précaires : stages, contrats à durée déterminés et recibos verdes.